# Love 103,9
Love 103,9 eller "Love" var en radiostation i Södertälje. Love 103,9 riktade in sig på att spela lugn musik.

## Bakgrund
Love 103,9 var en radiostation av typen Soft AC, och dess främsta målgrupp är kvinnor.
Koncessionen för frekvensen 103,9 i Södertälje har länge varit i hetluften. Från början vanns koncessionen av Jan Friedman, och stationen Golden Hits började att sända. MTG Radio fick senare lämna tillbaka tillståndet på grund av lagen (1995:1292) om tillfälliga bestämmelser i fråga om tillstånd att sända lokalradio ("stopplagen"). DB Media köpte den sedan av produktionsbolaget Davinci Promotion som vunnit tillbaka den i en rättsprocess. År 2007 gjordes Love om till Favorit. DB Media drev även närradiostationen Favorit 102,6 i Skåne.

## Frekvens
- 103,9 Södertälje (Ragnhildsborgsmasten)
- 100.3 Stockholm (Skärholmen)